# 卡尼亚克迪科斯
卡尼亚克迪科斯（法語：Caniac-du-Causse，法語發音：[kanjak dy kos]，意为“科斯的卡尼亚克”）是法国洛特省的一个市镇，属于古尔东区。

## 地理
卡尼亚克迪科斯（44°37'16"N, 1°38'35"E）面积35 平方千米，位于法国奧克西塔尼大區洛特省，该省份为法国西南部内陆省份，北起顺时针与科雷兹省、康塔爾省、阿韦龙省、塔恩-加龙省、洛特-加龍省和多尔多涅省接壤。
与卡尼亚克迪科斯接壤的市镇（或旧市镇、城区）包括：克尔德科斯、凯尔西地区基萨克、莱佩什迪韦尔斯、塞纳亚克洛泽斯、苏洛梅斯。

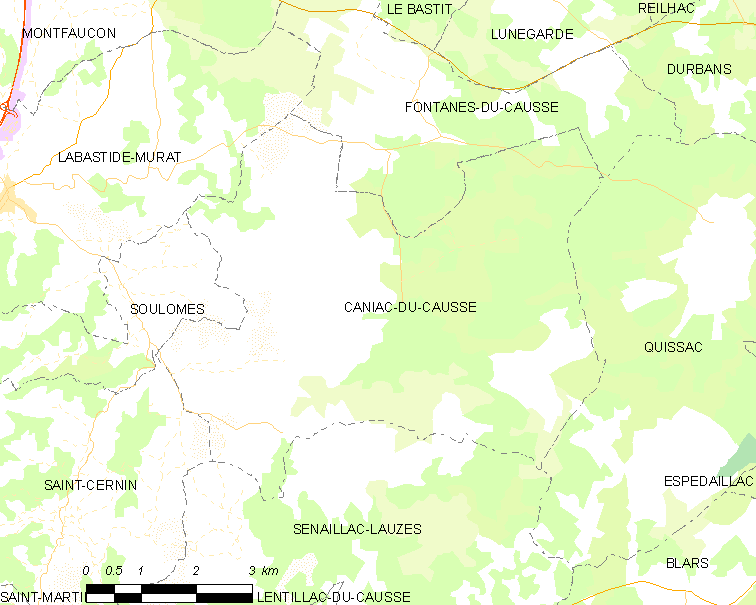
卡尼亚克迪科斯的OSM定位图

卡尼亚克迪科斯的时区为UTC+01:00、UTC+02:00（夏令时）。

## 行政
卡尼亚克迪科斯的邮政编码为46240，INSEE市镇编码为46054。

## 政治
卡尼亚克迪科斯所属的省级选区为科斯与谷地县。

## 人口

1962-2008年间卡尼亚克迪科斯人口变化图示

卡尼亚克迪科斯于2022年1月1日时的人口数量为379人。